# Kulmbacher Brauerei

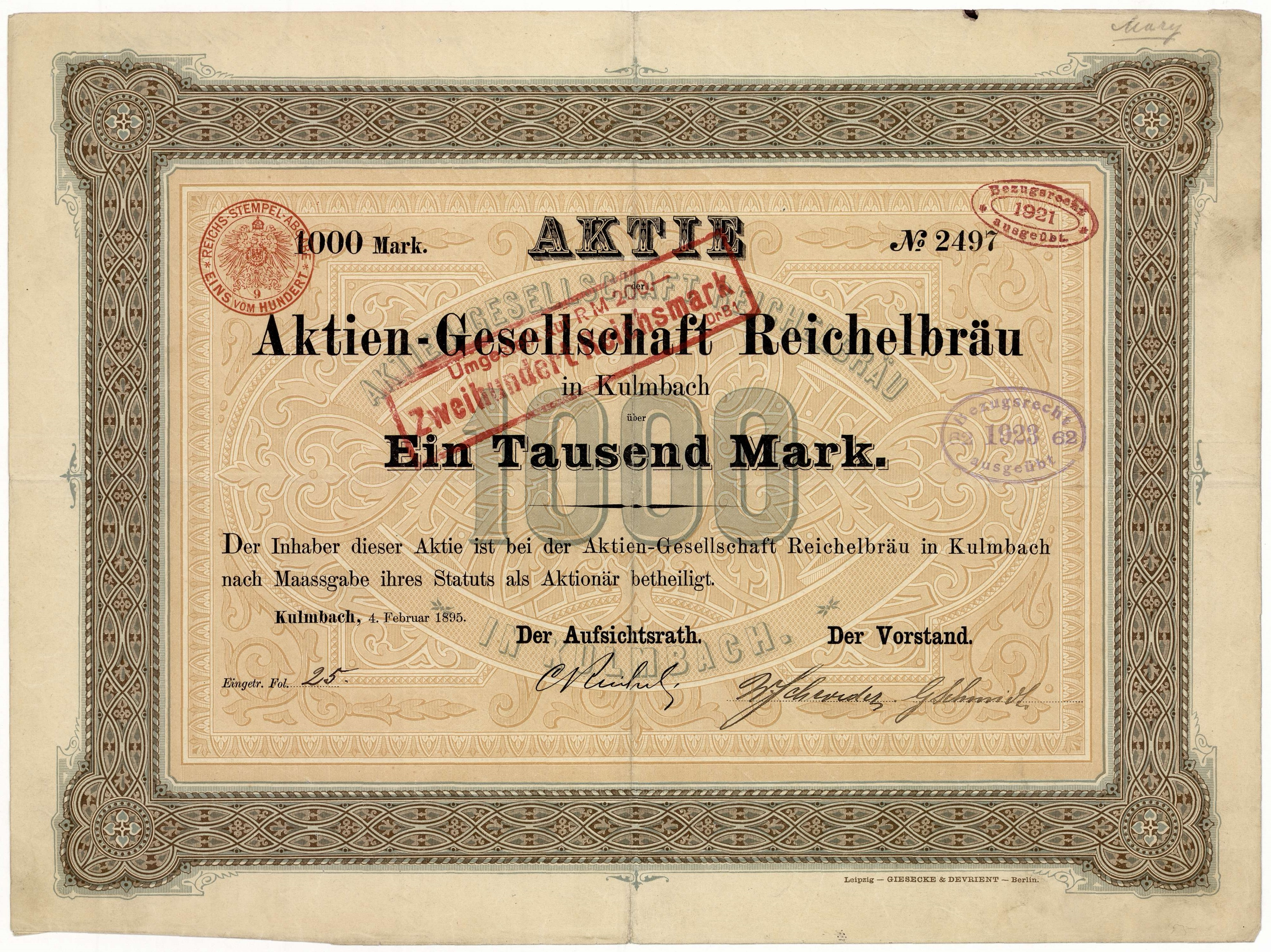
Aktie über 1000 Mark der Aktien-Gesellschaft Reichelbräu vom 4. Februar 1895

Sudhaus der Kulmbacher Brauerei AG

Die Kulmbacher Brauerei Aktien-Gesellschaft mit Sitz in Kulmbach ist ein deutsches Brauereiunternehmen, das 1846 als Reichelbräu durch Johann W. Reichel, Johann K. Scheiding und Johann M. Hübner gegründet wurde. Bereits 1895 wurde sie in eine Aktiengesellschaft umgewandelt. Mehrheitseigner mit 63,8 % (Stand 2021) ist die Paulaner Brauerei Gruppe, ein Joint-Venture von Heineken und der Schörghuber Unternehmensgruppe.

## Geschichte

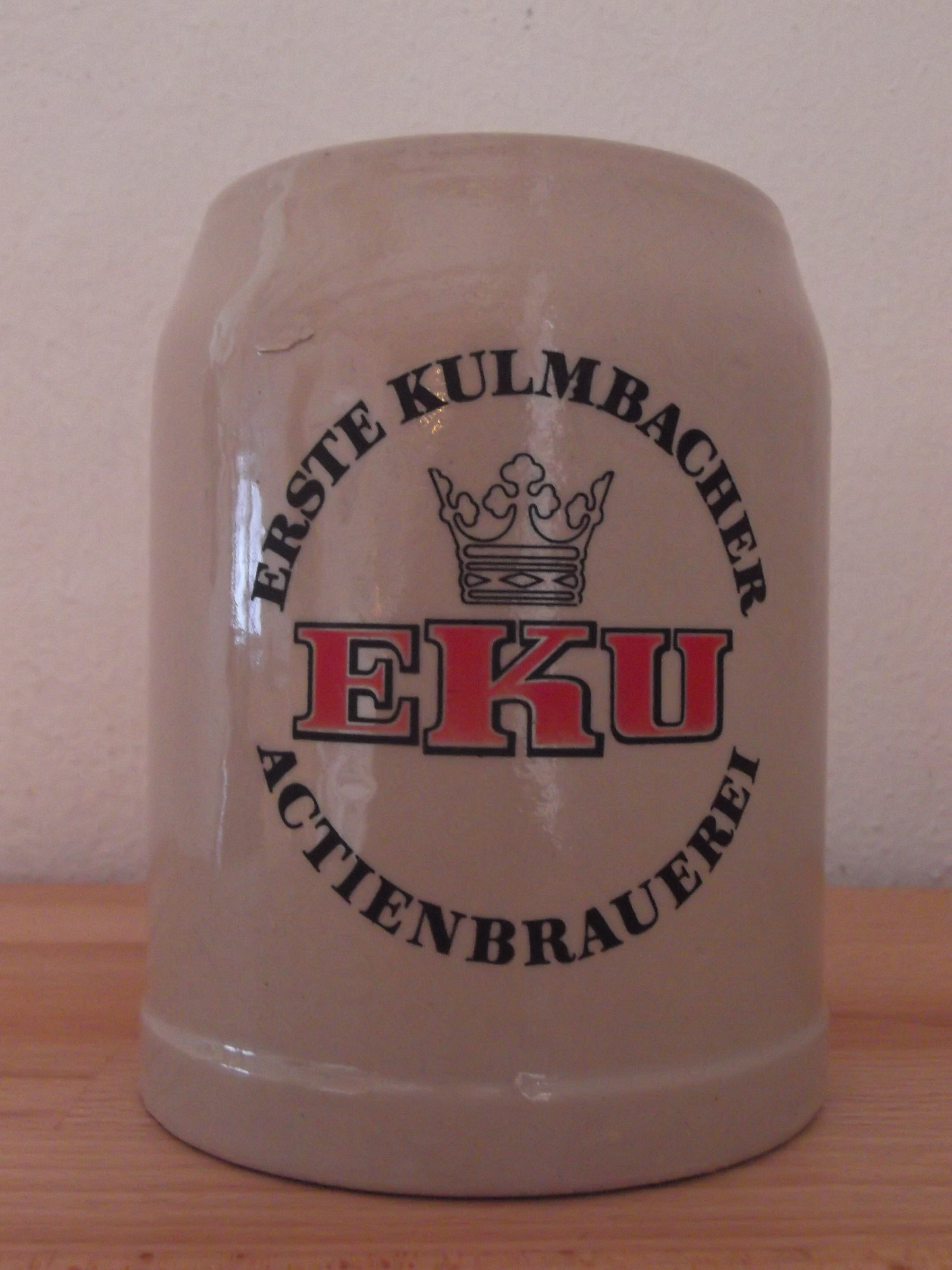
0,5-l-Tonkrug der 1996 übernommenen Ersten Kulmbacher Actienbrauerei (EKU)

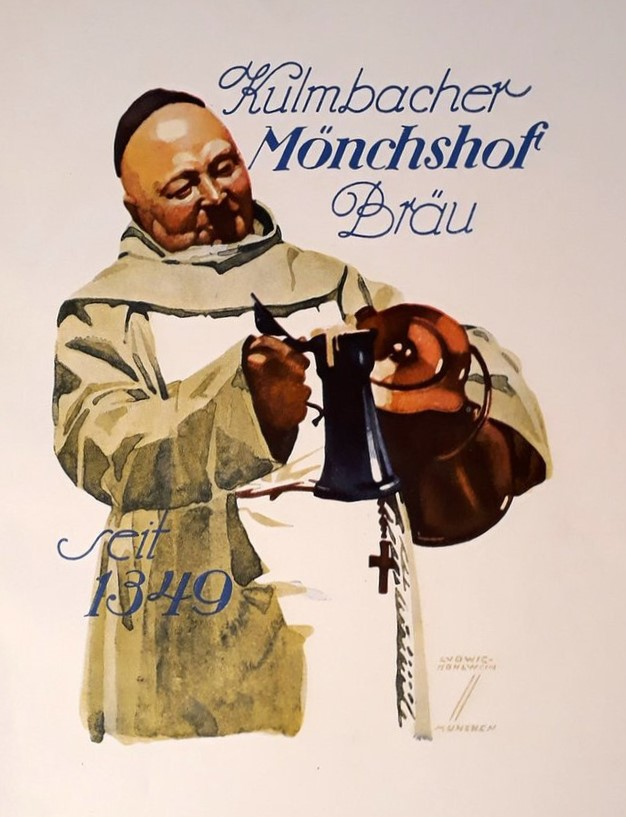
Kulmbacher Mönchshof Bräu (1926). Plakat von Ludwig Hohlwein

Seit 1980 erfolgten Unternehmenserweiterungen, dabei wurden 1980 und 1984 mit den Firmen Sandlerbräu und Mönchshof-Bräu weitere Biermarken ins Sortiment aufgenommen.
1986 übernahm die Schörghuber Unternehmensgruppe 49,9 % des Aktienkapitals. 1987 begann die Produktion von Kapuziner Weißbier. In den 1990er Jahren erfolgte die Übernahme der Sternquell-Brauerei Plauen, der Braustolz-Brauerei Chemnitz, der Ersten Kulmbacher Aktienbrauerei (EKU) sowie eine Mehrheitsbeteiligung an den Bad Brambacher Mineralquellen. Seit 1996 sind EKU, Reichel, Sandler und Mönchshof in der Kulmbacher Brauerei AG vereinigt. Nach dem Konkurs der Erste Kulmbacher Actienbrauerei Aktiengesellschaft wurde der Geschäftsbetrieb auf die Markgrafenbräu GmbH übertragen und diese in Kulmbacher EKU Brauerei GmbH umbenannt.
1996 und 1997 erlangte Kulmbacher bundesweite Bekanntheit durch „Die Lange Kulmbacher Filmnacht“. Diese bestand aus drei aufeinanderfolgenden werbefreien Hollywood-Spielfilmen im privaten Fernsehsender SAT1. Moderiert wurde das Format von Thomas Gottschalk.
2002 überstieg nach Inbetriebnahme einer neuen Bügelverschlussanlage und Filteranlage der Getränkeausstoß erstmals drei Millionen Hektoliter.
2002 wurden die Coburger Brauereien Sturm und Scheidmantel übernommen. Sie wurden zur Coburger Brauerei zusammengeschlossen, jedoch wurden die Biere von Sturm und Scheidmantel anschließend noch einige Jahre unter eigenen Namen verkauft.
Seit 2003 wurden mit der Privatbrauerei Scherdel in Hof und der Aktienmehrheit (90,7 %) an der Würzburger Hofbräu AG erneut zwei Unternehmen in die Kulmbacher Gruppe integriert.
Die Kulmbacher Brauerei AG führt in ihrem Firmenzeichen das Stadtwappen. Dieses wurde der Reichelbräu 1926 durch den Kulmbacher Stadtrat genehmigt. Sechs Jahre später erschien das erste Reichelbräu Edelherb auf dem deutschen Markt.

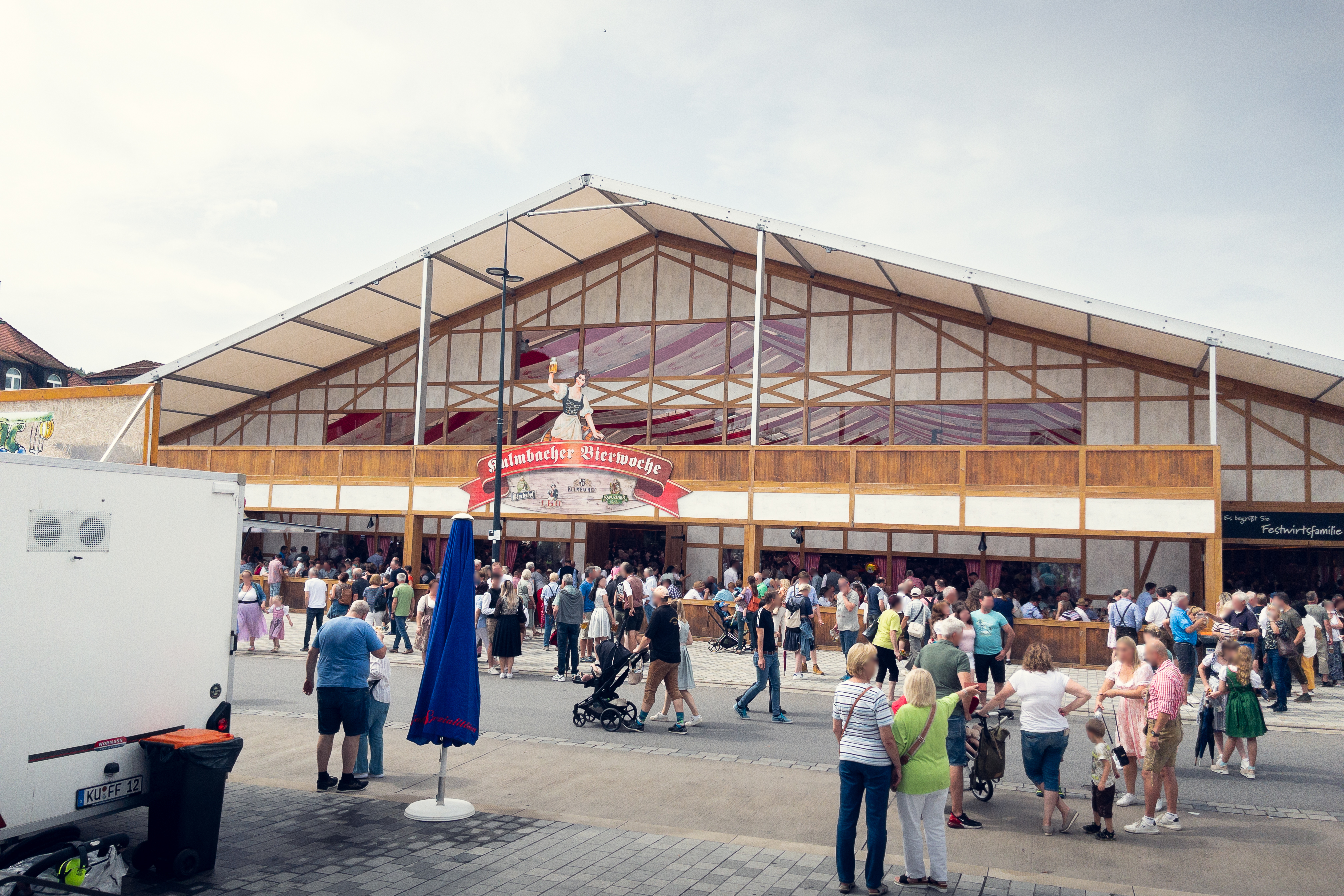
Festzelt der Kulmbacher Bierwoche

Von der Saison 2006/2007 bis 2025 war Kulmbacher das offizielle Bier des 1. FC Nürnberg und durfte im Max-Morlock-Stadion ausgeschenkt werden. Die Brauerei erwarb damit auch die Werberechte und durfte mit dem Verein werben. Die Brauerei ist Ausrichter der Kulmbacher Bierwoche (auch Kulmbacher Bierfest), zu der jährlich 100.000 Besucher kommen. Veranstaltet wird die Bierwoche von der Stadt Kulmbach und der Kulmbacher Brauerei. Die erste Kulmbacher Bierwoche fand 1939 statt. Veranstaltet wurde sie zunächst vom Kulmbacher Verkehrsverband, der mit dieser Aktion für die Stadt und ihre Errungenschaften im Bereich der Nahrungsmittelindustrie wie Bier und Wurstwaren werben wollte.
Am 6. Mai 2009 kam es gegen 13.30 Uhr bei Abrissarbeiten im Lagerkeller der Kulmbacher Brauerei zu einem Großbrand. Anfang April 2009 wurde beschlossen den 1968 erbauten und 44 Meter hohen Hochturm der früheren EKU Brauerei in der EKU-Straße abzureißen. Die Brandursache war Funkenflug, ausgelöst durch Arbeiten mit einem Winkelschleifer. Zunächst führte dies zu einem leichten Brand, welcher aber nicht sofort gelöscht werden konnte. Bei dem Brand wurden 17 Menschen verletzt, davon erlitten 13 Personen eine Rauchgasvergiftung. Das ausgebrannte Gebäude wurde später abgerissen.
Mit Wirkung vom 12. Januar 2010 wurde die Notierung der Aktien an der Frankfurter Wertpapierbörse eingestellt. Mit Wirkung vom 30. November 2010 folgte die Einstellung im Segment m:access der Börse München.
Markus Stodden ist seit 1. Januar 2013 Sprecher des Vorstands und für die Ressorts Vertrieb und Marketing zuständig. Mathias Keil ist seit 1. Oktober 2018 vom Aufsichtsrat berufen worden und verantwortet die Bereiche Finanzen und Technik.
2015 wurden die Markenrechte des insolventen Brauhauses Schweinfurt übernommen, drei Jahre später (September 2018) übernahm die Kulmbacher die Markenrechte der Erlanger Traditionsbrauerei Kitzmann.

## Unternehmensdaten
Die Kulmbacher Brauerei AG ist mehrheitlich (63,8 %) im Besitz der Paulaner Gruppe. Zweitgrößter Aktionär mit 25,8 % ist die Kulmbacher Ireks-Gruppe.

### Konzernstruktur
Die Kulmbacher Gruppe setzte 2016 insgesamt knapp 3,2 Millionen Hektoliter Getränke ab:
In der Konzern-Bilanz 2016 wurden folgende 14 Tochterunternehmen in den Konsolidierungskreis einbezogen (in Klammern die Prozentangaben der Beteiligung durch die Kulmbacher Brauerei AG):
- Bad Brambacher Mineralquellen GmbH & Co. Betriebs KG, Bad Brambach (85 %)
- Braustolz GmbH, Chemnitz (100 %) Seit 2017 ist die Brauerei in Chemnitz geschlossen. Die Marke Braustolz wird nun in Plauen gebraut und abgefüllt.[13]
- Erfrischungs-Getränke Union Kulmbacher Gruppe GmbH, Kulmbach (100 %)
- Getränke Logistik SQ GmbH, Plauen
- Keiler Bier GmbH, Lohr am Main (100 %)
- Kulmbacher Getränke Beteiligungs-GmbH & Co. KG, Kulmbach (100 %)
- Markgrafen-Getränkevertrieb-GmbH, Kulmbach (100 %)
- Markgrafen Heimdienst GmbH, Kulmbach (100 %)
- Scherdel Bier GmbH & Co. KG, Hof (100 %)
- Sternla Bier GmbH, Würzburg (100 %)
- Sternquell-Brauerei GmbH, Plauen (100 %)
- Vogtländische Getränkeindustrie GmbH, Bad Brambach (100 %)
- Würzburger Hofbräu GmbH, Würzburg (100 %)
- Kitzmann Brauerei, Erlangen (100 %)

Zusätzlich wurde folgende Minderheitsbeteiligung at equity in der Bilanz bewertet:
- Bürgerliches Brauhaus Saalfeld GmbH, Saalfeld (23 %)

Acht weitere Gesellschaften wurden aufgrund untergeordneter Bedeutung nicht konsolidiert.

### Sonstiges
Bei der Hauptversammlung zum Geschäftsjahr 2007 gab es einen Eklat mit anwesenden Vertretern des Mehrheitsaktionärs Brau Holding International. In einer kurz darauf anberaumten Aufsichtsratssitzung wurde die Ablösung der beiden Vorstände Jürgen Brinkmann (Vorstandsvorsitzender) und Stephan Gimpel-Henning (Vorstand für Technik) mit Wirkung zum 4. Juni 2008 durch Peter Pöschl und Hans P. van Zon beschlossen. Zunächst wurde unter der neuen dreiköpfigen Vorstandschaft (Markus Stodden blieb Vorstand) kein neuer Vorstandsvorsitzender bestimmt.

## Sorten
Neben leichten und alkoholfreien Bieren werden folgende Sorten produziert, meist in der 0,5-l-Flasche:
- Kulmbacher Edelherb
- Kulmbacher Gold (0,33 l)
- Kulmbacher Eisbock (0,33 l)
- Kulmbacher Lager
- Kulmbacher Festbier
- Kulmbacher Export
- Kulmbacher Feinmild
- Kulmbacher Radler mit Limette
- Mönchshof Kellerbier
- Mönchshof Kulmquell
- Mönchshof Lager
- Mönchshof Landbier
- Mönchshof Original
- Mönchshof Schwarzbier
- Mönchshof Bockbier
- Mönchshof Maibock
- Mönchshof Historisches Märzen
- Mönchshof Weihnachtsbier
- Mönchshof Museumsbier
- Mönchshof Festbier
- Mönchshof Bayerisch Hell
- Mönchshof Natur Radler
- Mönchshof Original Naturtrüb's Alkoholfrei
- Mönchshof Zwickl
- Mönchshof Märzen
- EKU Pils
- EKU Hell
- EKU Export
- EKU Festbier
- EKU 28 (Starkbier; 0,33 l)
- EKU Radler
- Kapuziner Weißbier
- Kapuziner Kellerweizen
- Kapuziner Weißbier Kristall
- Kapuziner Weißbier Dunkel
- Kapuziner Winter-Weißbier
- Kapuziner Weißbier Leicht
- Kapuziner Weißbier Alkoholfrei
- Kapuziner Weißbier-Radler

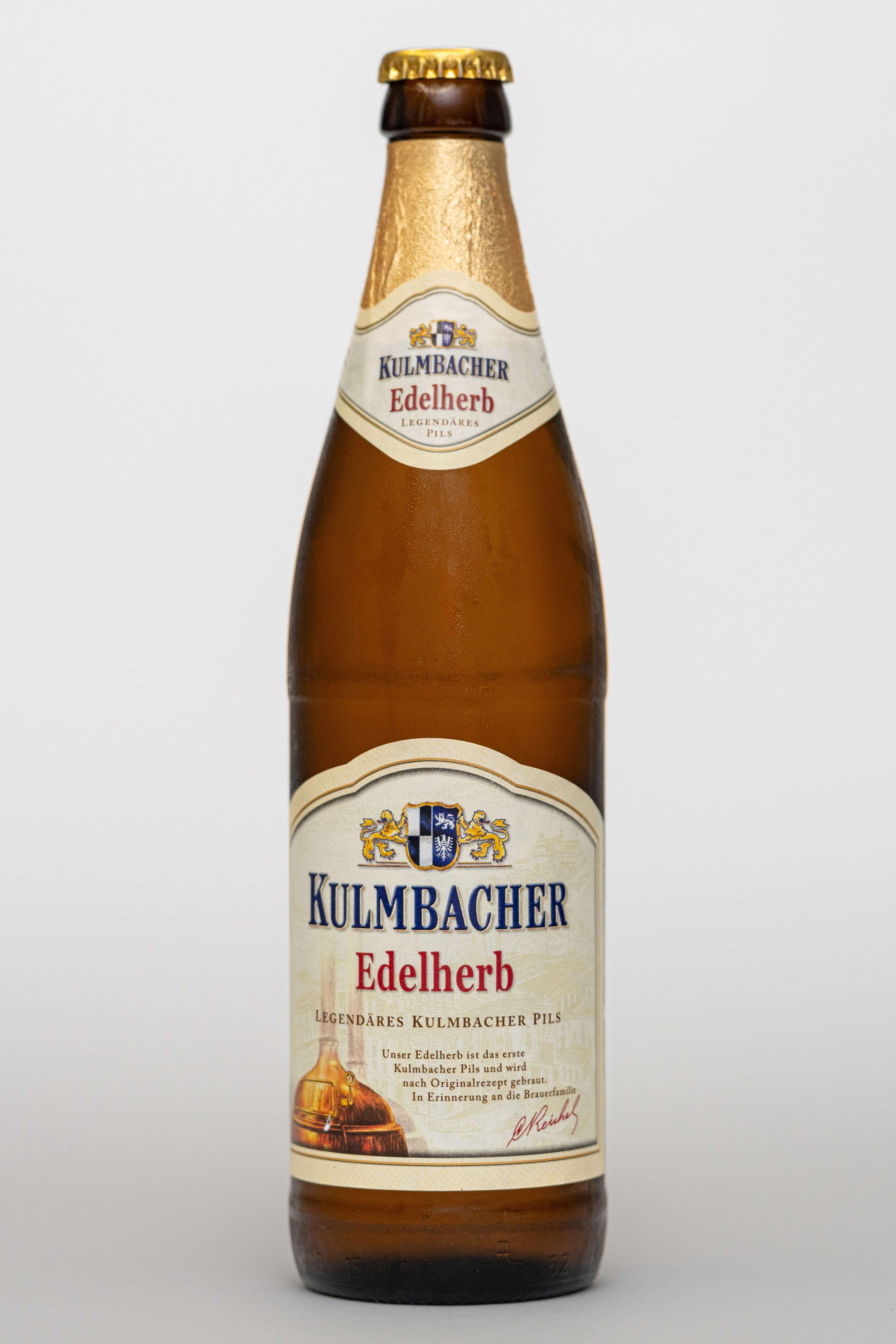
Kulmbacher Edelherb Pils
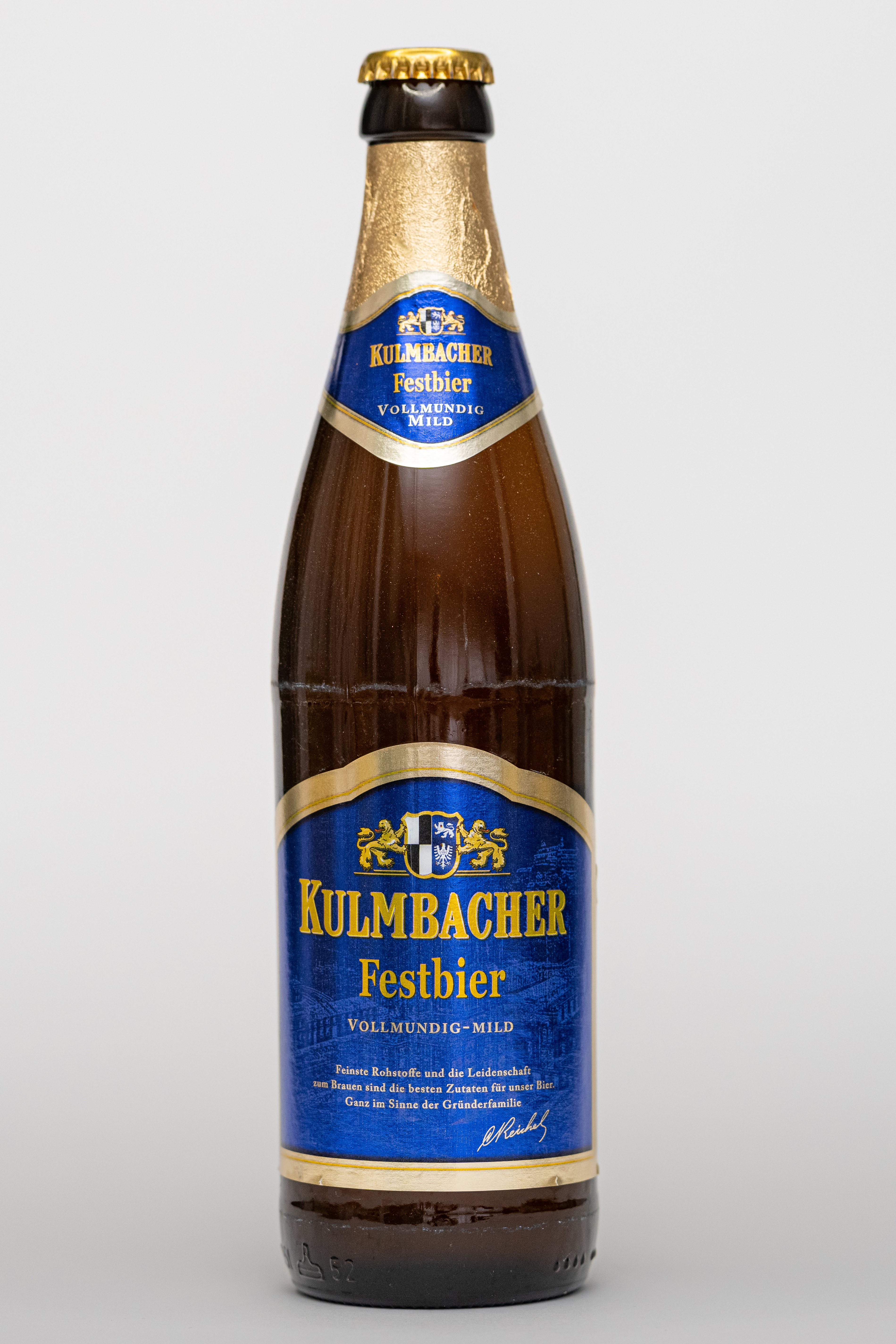
Kulmbacher Festbier
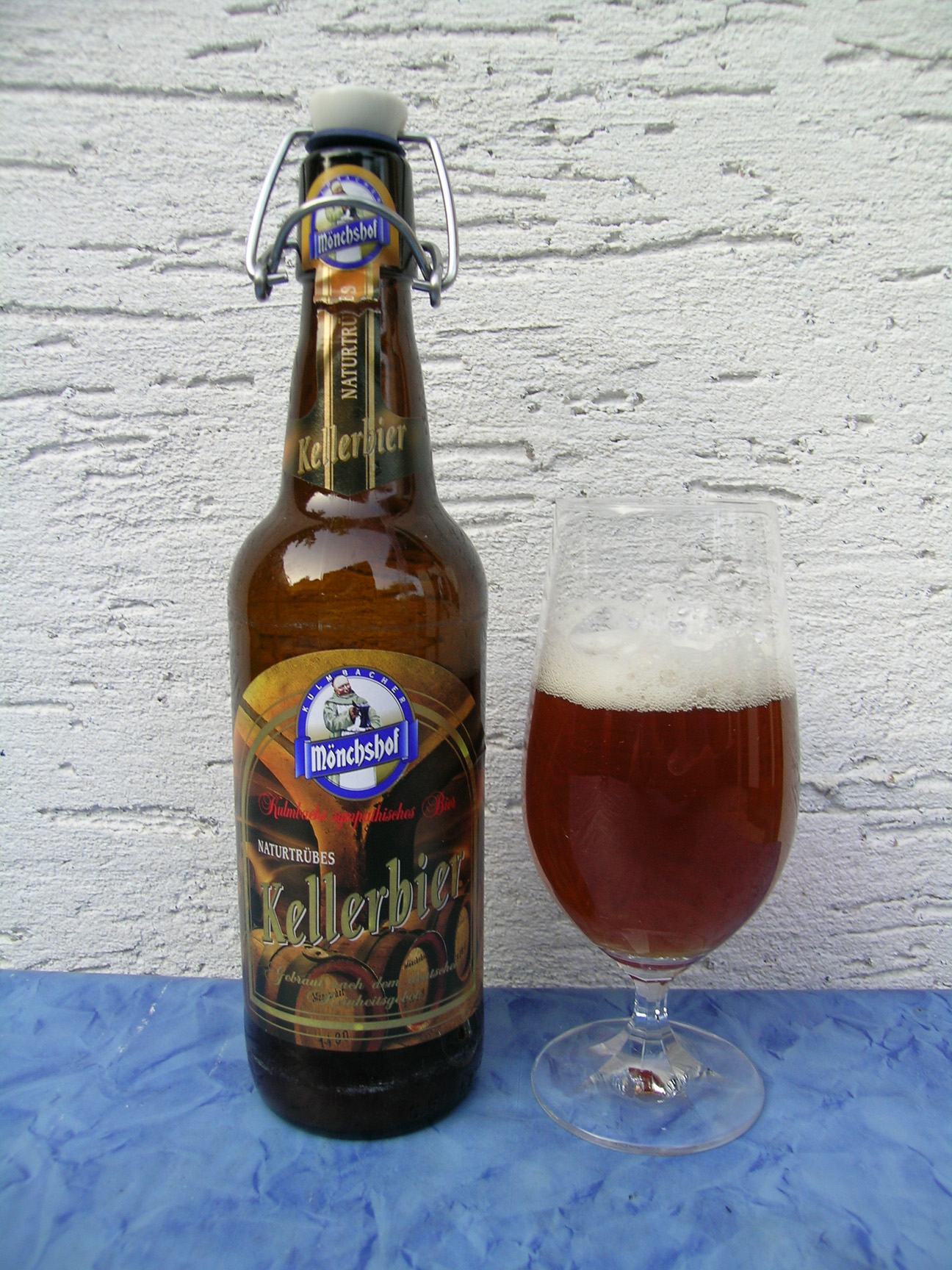
Kulmbacher Kellerbier
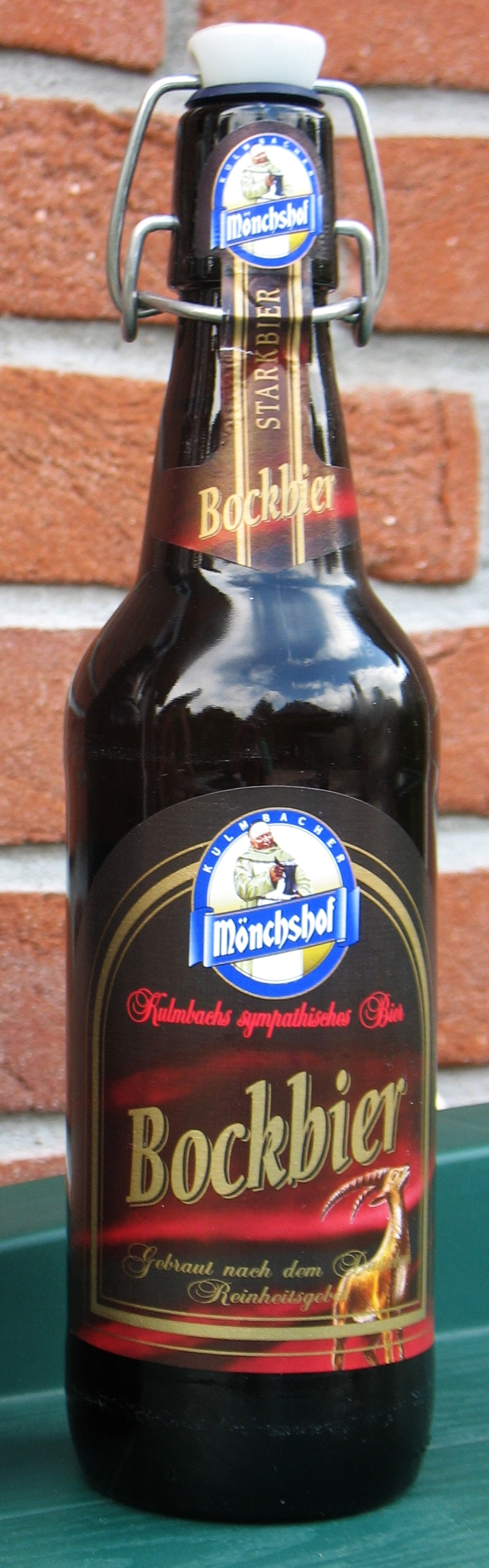
Mönchshof Bockbier
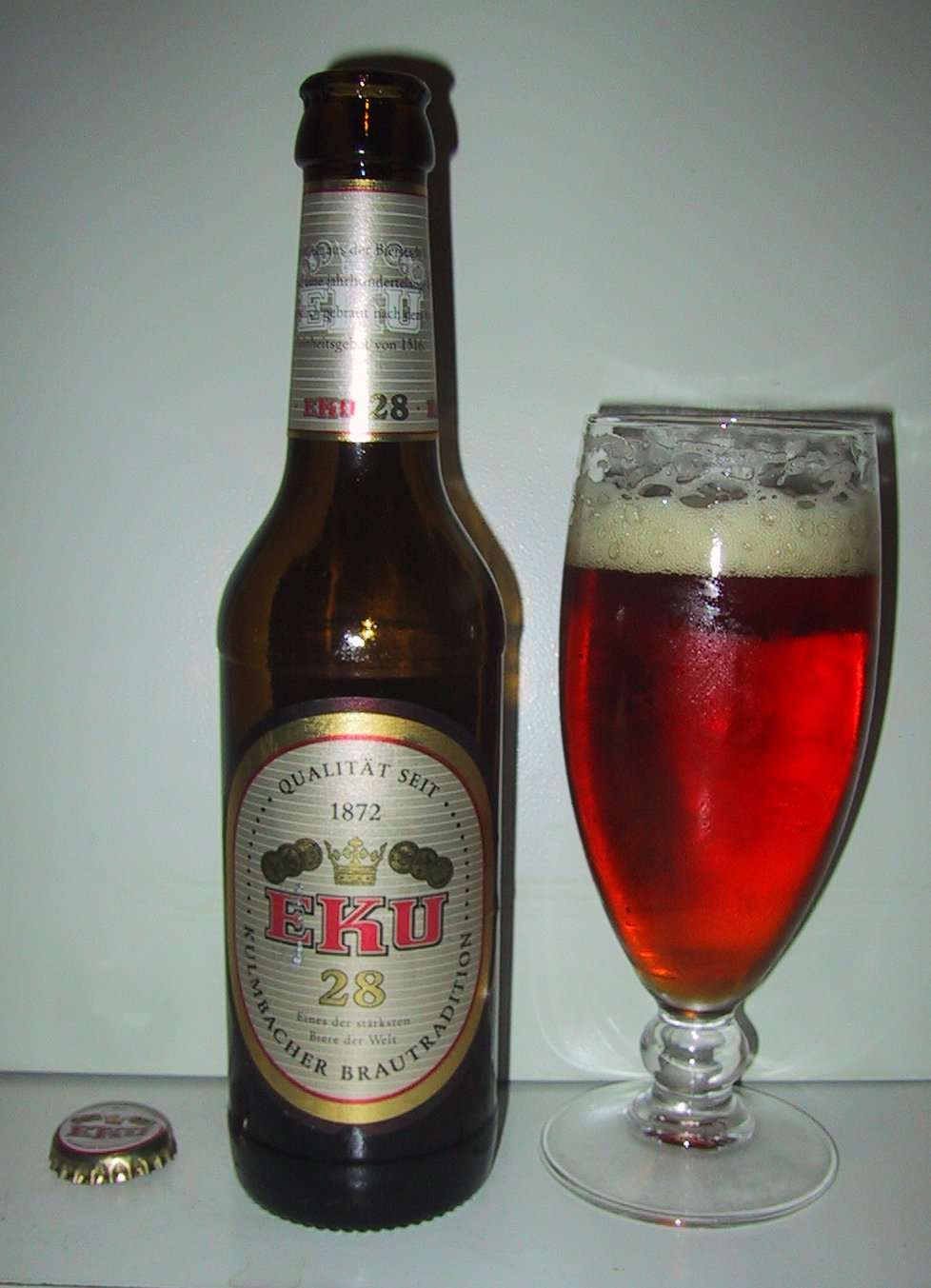
EKU 28
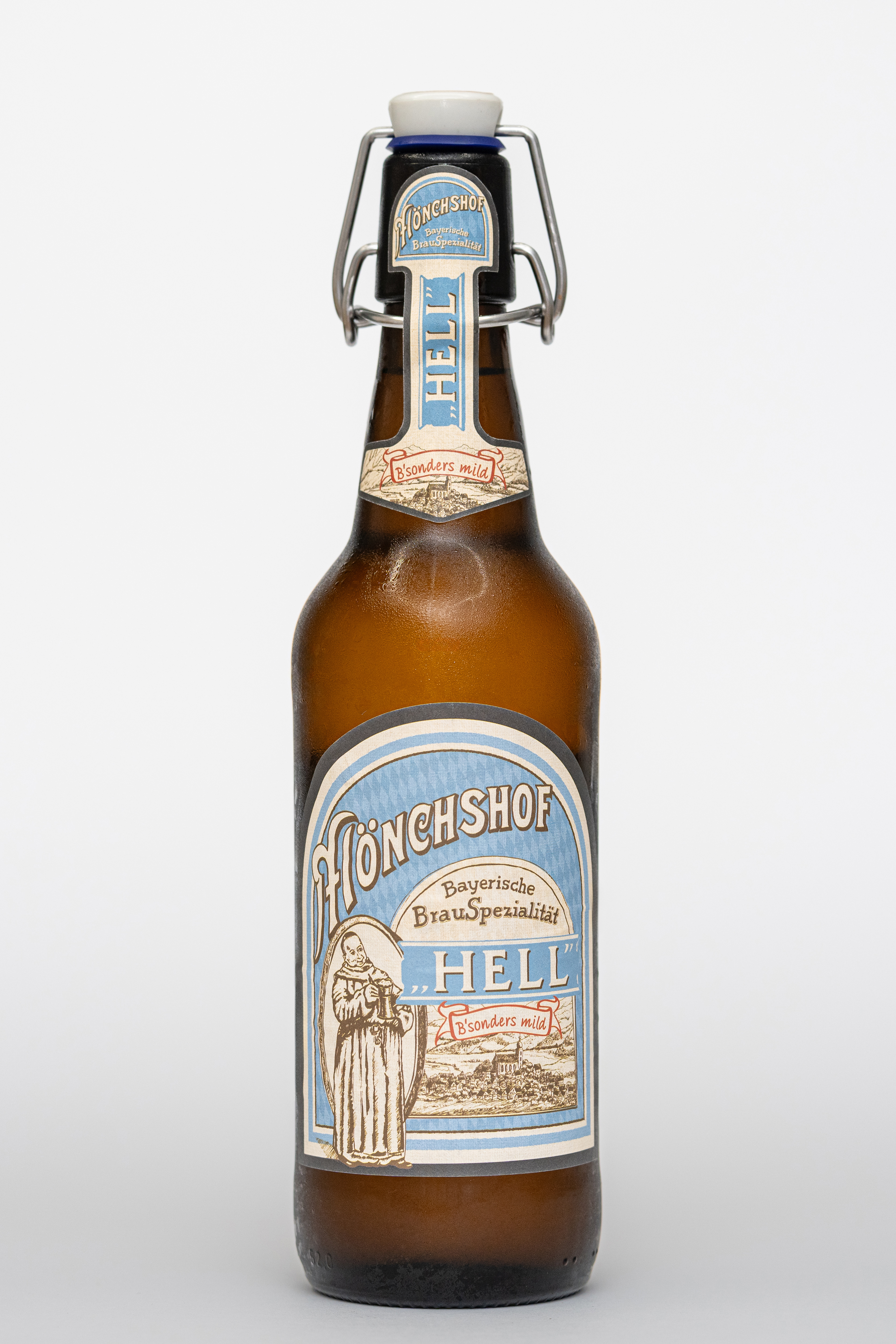
Mönchshof Hell
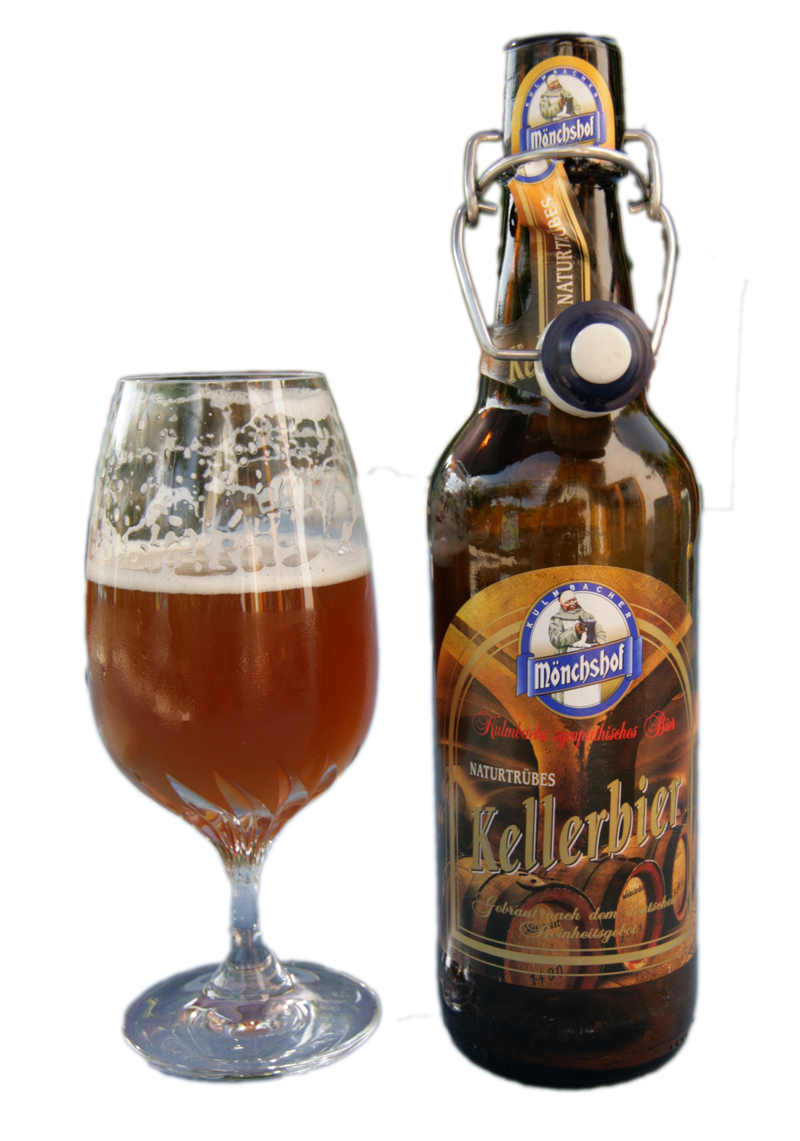
Mönchshof Kellerbier
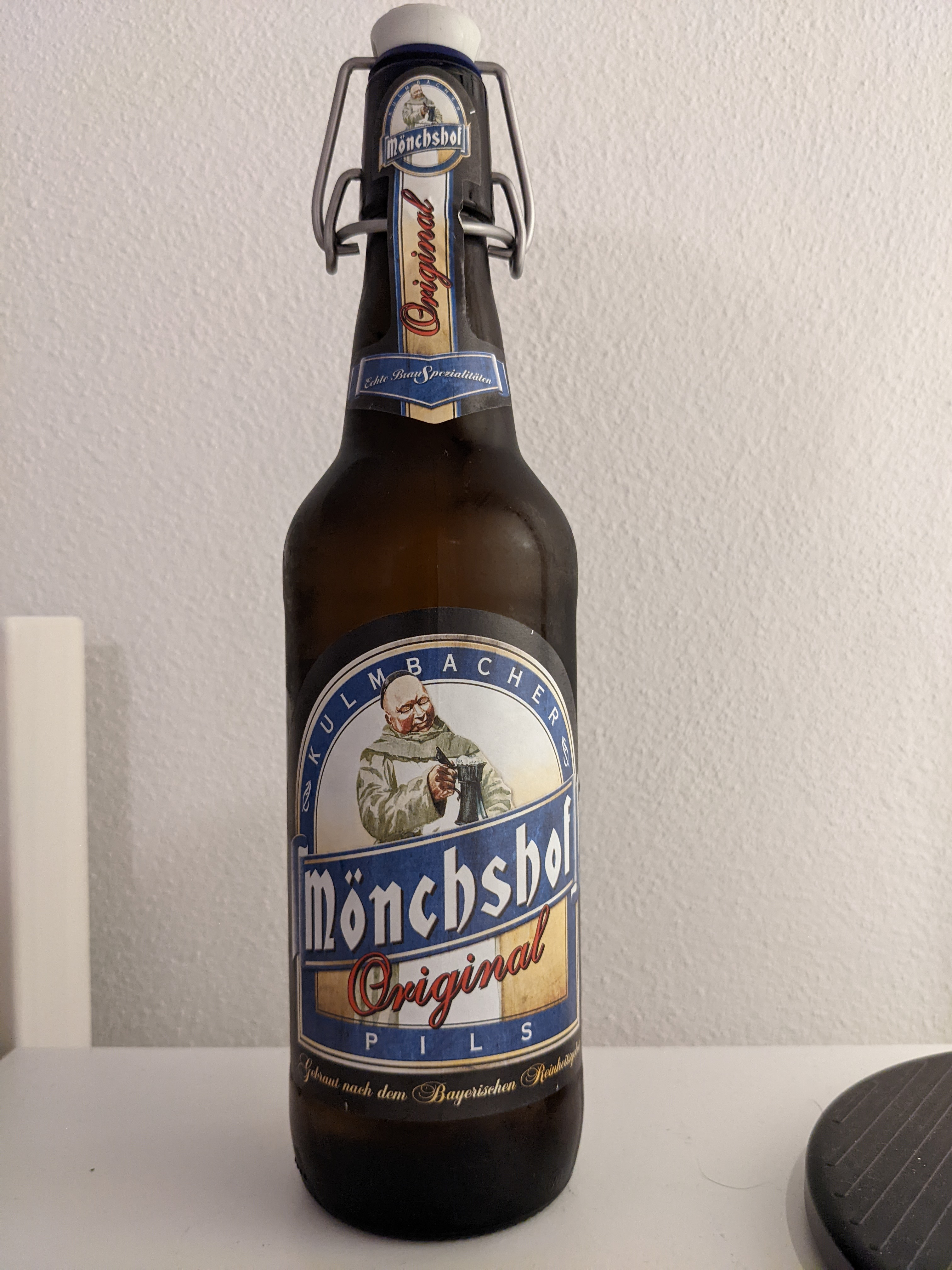
Mönchshof Original
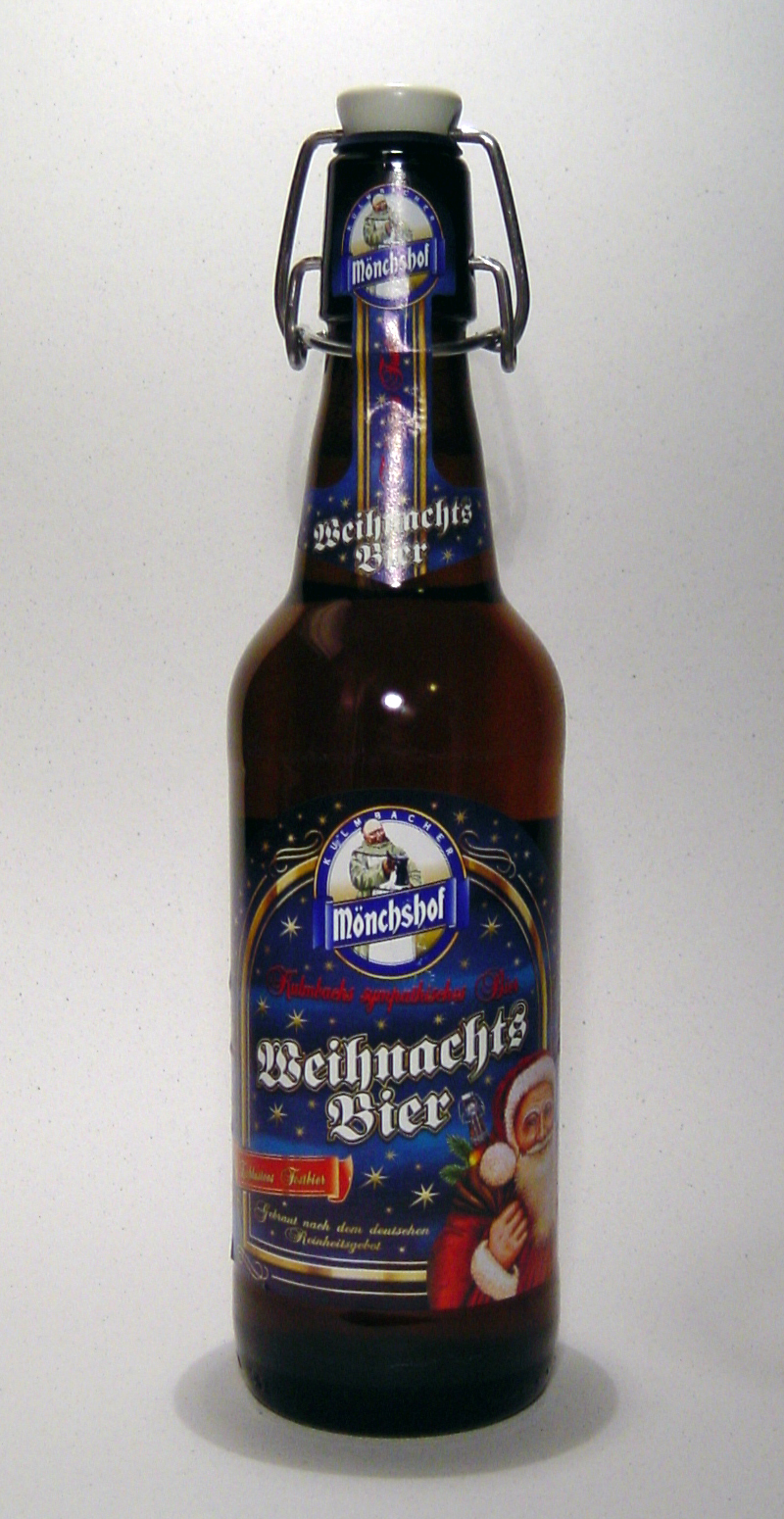
Mönchshof Weihnachtsbier

Kulmbacher Bier ist eine von der EU geschützte geographische Angabe.